# Abierto de Puebla
L'Abierto de Puebla, noto anche come Challenger Britania Zavaleta, è stato un torneo professionistico di tennis giocato sul cemento, che faceva parte dell'ATP Challenger Tour. Si giocava annualmente al Club Britania Zavaleta di Puebla in Messico dal 1996, anche se nel 1991 si era disputata una isolata edizione. Il torneo è stato dismesso nel 2009 e ripristinato per l'edizione del 2016, dopo la quale è stato definitivamente soppresso.

## Albo d'oro

### Singolare
| Anno       | Campione                   | Finalista           | Punteggio        |
| ---------- | -------------------------- | ------------------- | ---------------- |
| 2016       | Eduardo Struvay            | Peđa Krstin         | 4–6, 6–4, 6–4    |
| 2015- 2010 | Non disputato              | Non disputato       | Non disputato    |
| 2009       | Ramón Delgado              | Andre Begemann      | 6–3, 6–4         |
| 2008       | Michael Lammer             | Rainer Eitzinger    | 6–2, 3–6, 6–4    |
| 2007       | Leonardo Mayer             | Dawid Olejniczak    | 6–1, 6–4         |
| 2006       | Robert Kendrick            | Leonardo Mayer      | 7–5, 6–4         |
| 2005       | Hugo Armando               | Bruno Echagaray     | 2–6, 6–3, 7–6(1) |
| 2004       | Miguel Gallardo-Valles (2) | Răzvan Sabău        | 7–6(5), 6–4      |
| 2003       | Ricardo Mello              | Markus Hantschk     | 7–6(5), 6–4      |
| 2002       | Alex Bogomolov Jr.         | Rik De Voest        | 7–6(2), 6–3      |
| 2001       | Miguel Gallardo-Valles (1) | Mlynarik Zbynek     | 6–2, 6–3         |
| 2000       | Brandon Hawk               | Antony Dupuis       | 7–6(6), 6–3      |
| 1999       | Michael Sell               | Alejandro Hernández | 7–6, 7–5         |
| 1998       | Vladimir Volčkov           | Christophe Rochus   | 6–3, 6–3         |
| 1997       | Luis Herrera               | Wade McGuire        | 7–6, 4–6, 6–4    |
| 1996       | Alejandro Hernández        | Alexander Reichel   | 7–6, 7–6         |
| 1995- 1992 | Non disputato              | Non disputato       | Non disputato    |
| 1991       | Kent Kinnear               | Luis Herrera        | 6–1, 7–5         |

### Doppio
| Anno       | Campioni                                           | Finalisti                                | Punteggio           |
| ---------- | -------------------------------------------------- | ---------------------------------------- | ------------------- |
| 2016       | Marcus Daniell Artem Sitak                         | Santiago González Mate Pavić             | 3–6, 6–2, [12–10]   |
| 2015- 2010 | Non disputato                                      | Non disputato                            | Non disputato       |
| 2009       | Vasek Pospisil Adil Shamasdin                      | Guillermo Olaso Pere Riba                | 7–6(7), 6–0         |
| 2008       | Nicholas Monroe Eric Nunez                         | Daniel Garza Santiago González           | 4–6, 6–3, [10–6]    |
| 2007       | Raphael Durek Dawid Olejniczak                     | Bruno Echagaray Santiago González        | 6–2, 7–6(6)         |
| 2006       | Daniel Garza Jean-Julien Rojer                     | Bruno Echagaray Horia Tecău              | 6(6)–7, 6–3, [10–7] |
| 2005       | Werner Eschauer Alexander Satschko                 | Santiago González Alejandro González     | 6–1, 6–4            |
| 2004       | Santiago González (2) Alejandro Hernández (4)      | Miguel Gallardo Valles Gustavo Marcaccio | 6–3, 6–4            |
| 2003       | Santiago González (1) Alejandro Hernández (3)      | Huntley Montgomery Andres Pedroso        | 6–4, 2–6, 6–4       |
| 2002       | Miguel Gallardo Valles (1) Alejandro Hernández (2) | Diego Ayala Robert Kendrick              | 6–1, 5–7, 7–6(3)    |
| 2001       | Jonathan Erlich Andy Ram                           | Marco Chiudinelli Tuomas Ketola          | 6–4, 6(5)–7, 6–1    |
| 2000       | Zack Fleishman Jeff Williams                       | Ivo Heuberger Ville Liukko               | 6–3, 6–4            |
| 1999       | Óscar Ortiz Marco Osorio                           | Jeff Salzenstein Jim Thomas              | 6–1, 6–3            |
| 1998       | Alejandro Hernández (1) Mariano Sánchez            | Bernardo Martínez Gōichi Motomura        | 7–6, 7–6            |
| 1997       | Tamer El Sawy Maurice Ruah (2)                     | Massimo Ardinghi Vincenzo Santopadre     | 7–6, 7–5            |
| 1996       | Leonardo Lavalle Maurice Ruah (1)                  | Bill Behrens Steve Campbell              | 7–5, 6–2            |
| 1995- 1992 | Non disputato                                      | Non disputato                            | Non disputato       |
| 1991       | Oliver Fernández Luis Herrera                      | Doug Eisenman Dave Randall               | 6–4, 7–6            |